# Daniel Coker
Daniel Coker, né Isaac Wright en 1780 (date incertaine) soit dans le comté de Baltimore, soit dans le comté de Frederick dans l'État du Maryland, mort en 1846 à Freetown en Sierra Leone, est un prêtre méthodiste américain et qui a fait partie des fondateurs de  de l'Église épiscopale méthodiste africaine (AME) fondée par Richard Allen à Philadelphie. Engagé dans la lutte contre l'esclavage il a écrit des pamphlets abolitionnistes.

## Biographie

### Jeunesse et formation
Isaac Wright, né dans la condition d'esclave, est le fils de Susan Coker, une domestique blanche et d'Edward Wright, un esclave afro-américain, travaillant tous les deux dans la même plantation. Il a pu suivre une formation scolaire grâce au fils de son maître qui refusait d'aller à l'école sans lui. Il profite de sa liberté de sortir de la plantation pour fuir à New York où il prend le nom de Daniel Coker pour ne pas être reconnu en tant que fugitif, il y rencontre Francis Asbury, évêque méthodiste, qui fidèle à l'enseignement de John Wesley a en abomination l'esclavage,. Il suit les prédications de Francis Asbury qui l'ordonne diacre de l'église méthodiste en 1802,,,.

### Carrière
Il retourne dans le Maryland, là quatre Afro-Américains libres, Charles Hackett, Nathaniel Gillaird, William Watts et George Murray, lui donnent l'argent pour acheter son affranchissement, l'acte officiel est accompli dans la foulée par un quaker abolitionniste John Neddles et un pasteur méthodiste de Baltimore, Michael Coate.  Ce qui lui permet de se livrer à une vie de prédicateur itinérant dans la région de Baltimore,,. 
Richard Allen qui lui aussi a été ordonné diacre par Francis Asbury en 1799 entend parler de lui et le contacte afin qu'il puisse créer de nouvelles congrégations qui seraient rattachées à la Bethel Church inaugurée en 1794 et dédicacée par Francis Asbury. Il fonde à Baltimore une paroisse rattachée à la Bethel Church, la Sharp Street Methodist Church et lui adjoint une école la Bethel Charity School for Negroes,,,.